# بيل وليمز (صحفي)
بيل وليمز (بالإنجليزية: Bill Williams) هو صحفي أمريكي، ولد في 22 مارس 1934.